# Pudupalayam
Pudupalayam é uma panchayat (vila) no distrito de Tiruvanamalai, no estado indiano de Tamil Nadu.

## Demografia
Segundo o censo de 2001,  Pudupalayam  tinha uma população de 10,110 habitantes. Os indivíduos do sexo masculino constituem 49% da população e os do sexo feminino 51%. Pudupalayam tem uma taxa de literacia de 62%, superior à média nacional de 59.5%: a literacia no sexo masculino é de 73% e no sexo feminino é de 53%. Em Pudupalayam, 11% da população está abaixo dos 6 anos de idade.